# Bernard I (margrabia Badenii)
Bernard I (ur. w 1364 r., zm. 5 maja 1431 r.) – margrabia Badenii od 1372 r. z rodu Zähringen (do 1391 r. wraz z bratem Rudolfem VII).

## Życiorys
Bernard był drugim synem margrabiego Badenii Rudolfa VI i Matyldy, córki Jana III Ślepego, hrabiego Sponheim-Starkenburg. W 1372 r. wraz ze starszym bratem Rudolfem VII odziedziczył Badenię. Początkowo panowali wspólnie, jednak faktyczne rządy sprawował wobec ich niepełnoletności palatyn reński Ruprecht I Wittelsbach. Po objęciu faktycznych rządów dokonali podziału ojcowizny, jednak już w 1391 r. Rudolf zmarł bezpotomnie, a Bernard odziedziczył jego ziemie i został samodzielnym margrabią Badenii. W układzie między braćmi postanowiono też, że w przyszłości niedopuszczalne będzie sprzedawanie części księstwa, a ewentualny jego podział nie doprowadzi do powstania więcej niż dwóch części.
Bernard jest uznawany za właściwego twórcę państwa badeńskiego. Zorganizował jego administrację, aparat skarbowy i wojsko. Prowadził aktywną politykę zewnętrzną poszerzając terytorium księstwa. Uczestniczył w licznych sporach, m.in. prowadził wojny ze Strasburgiem w 1393 oraz w 1428–1429 r. czy wojnę o cła na Renie z palatynem reńskim i królem niemieckim Ruprechtem III Wittelsbachem w 1403 i 1407 r. Pozyskiwał też dobra drogą zakupu. W 1415 r. król Zygmunt Luksemburski ustanowił go wójtem w Bryzgowii, co doprowadziło do konfliktu z tamtejszymi miastami w latach 1424–1428.

## Rodzina
Bernard był dwukrotnie żonaty. Pierwszą żoną była Małgorzata (zm. 1419), córka Jana III, hrabiego Sponheim. Bernard ożenił się z nią w 1384 r., jednak rozwiódł przed 1393 r. Para nie miała dzieci. Drugą żoną Bernarda była Anna (zm. 1436), córka Ludwika XII, hrabiego Öttingen. Z tego małżeństwa pochodziło dziesięcioro dzieci:
- Anna (1399–po 1421), żona Ludwika IV, pana Lichtenbergu,
- Beatrycze (1400–1452), żona Emicha VII, hrabiego Leiningen,
- Matylda (1401–1402), zmarła w dzieciństwie,
- Małgorzata (1404–1442), żona Adolfa II, hrabiego Nassau-Wiesbaden,
- Jakub I (1407–1453), następca Bernarda jako margrabia Badenii,
- Agnieszka (1408–1460?), żona Gerarda, syna Gerarda VI, hrabiego Holsztynu i księcia Szlezwika,
- Urszula (1409–1429), żona Gotfryda IX, hrabiego Ziegenhain, a następnie Ulryka I, księcia Teck,
- Bernard (1412–1424), zmarł w dziedziństwie,
- Brigitta (1416–po 1441),
- Rudolf (1417–1424), zmarł w dzieciństwie.